# Transport w Grodzisku Mazowieckim

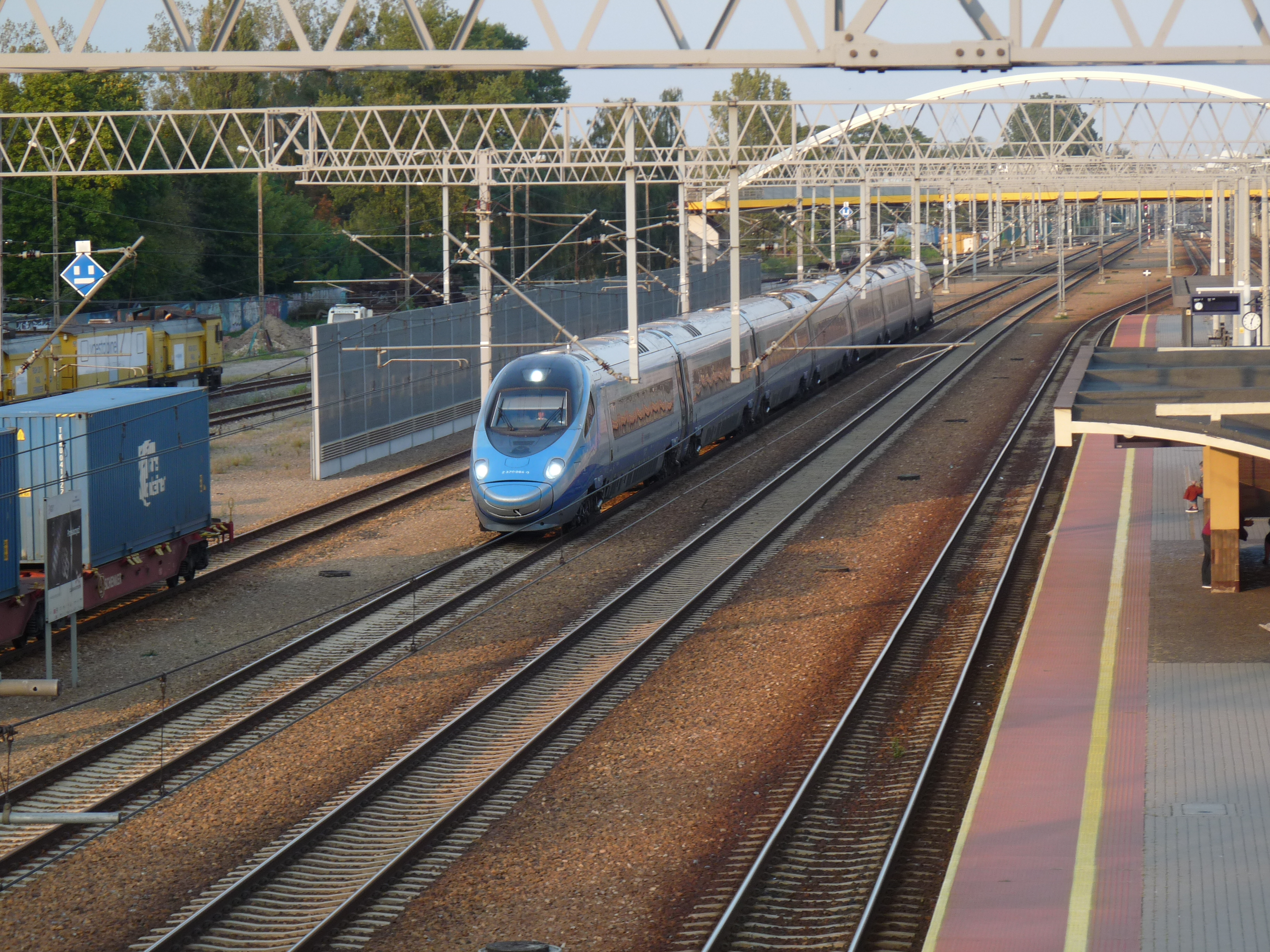
Pociąg ED250 Pendolino przejeżdżający przez stację kolejową w Grodzisku Mazowieckim, wjeżdża na rozpoczynającą się w tym miejscu Centralną Magistralę Kolejową

Przez Grodzisk Mazowiecki przebiegają dwie drogi wojewódzkie o numerach 579 oraz 719, ponadto w pobliżu miasta znajduje się węzeł na Autostradzie A2. Miasto jest też dobrze skomunikowane z Warszawą poprzez kolej. W Grodzisku Mazowieckim funkcjonuje stacja kolejowa, z której można podróżować do m.in. Warszawy, Łodzi czy Wrocławia. Do miasta dociera też Warszawska Kolej Dojazdowa, kursująca na trasie Warszawa–Grodzisk Mazowiecki. W mieście funkcjonuje rozbudowana sieć komunikacji miejskiej.

## Transport drogowy

### Główne drogi

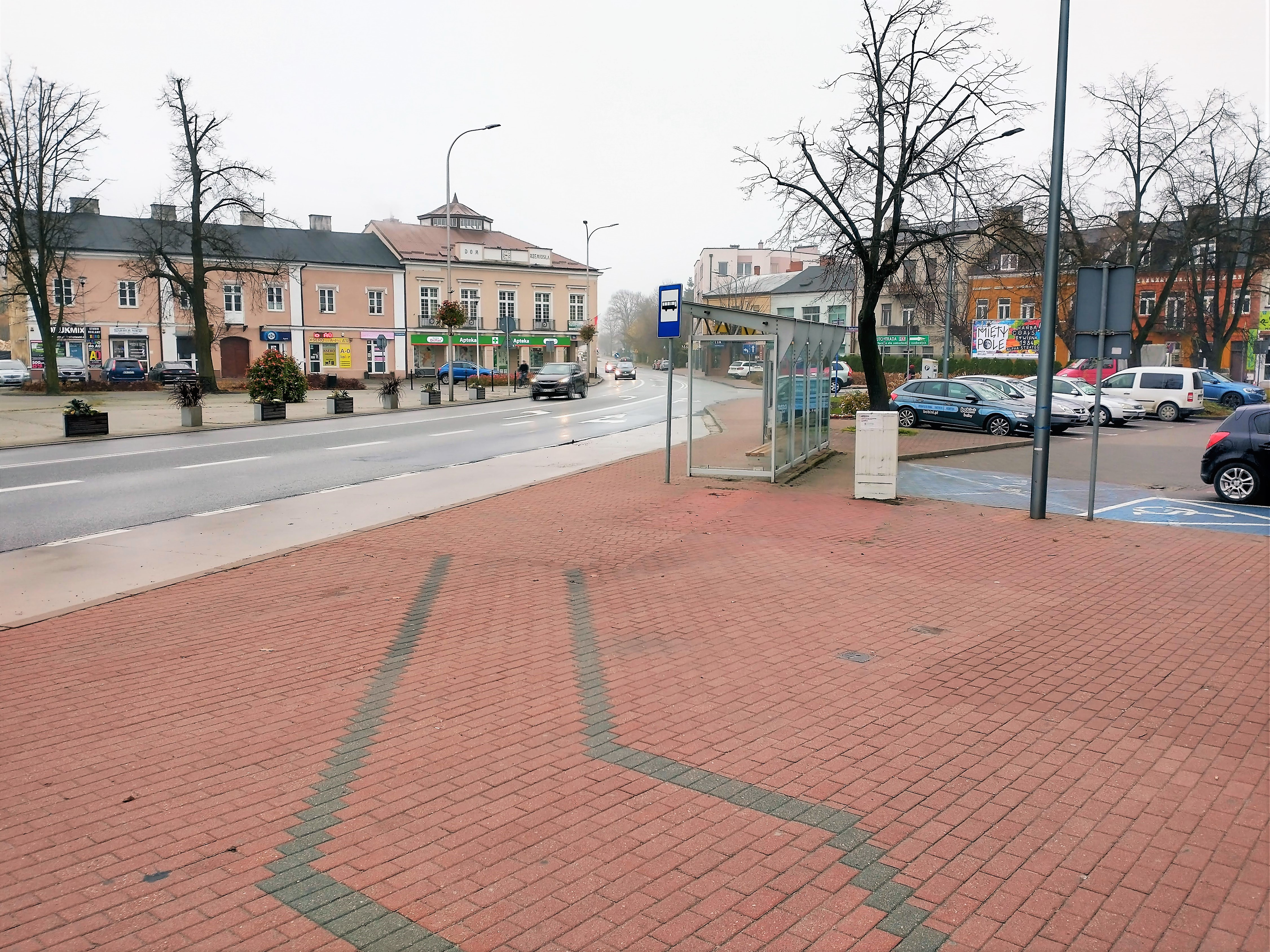
Rynek w Grodzisku Mazowieckim i ulica Żyrardowska

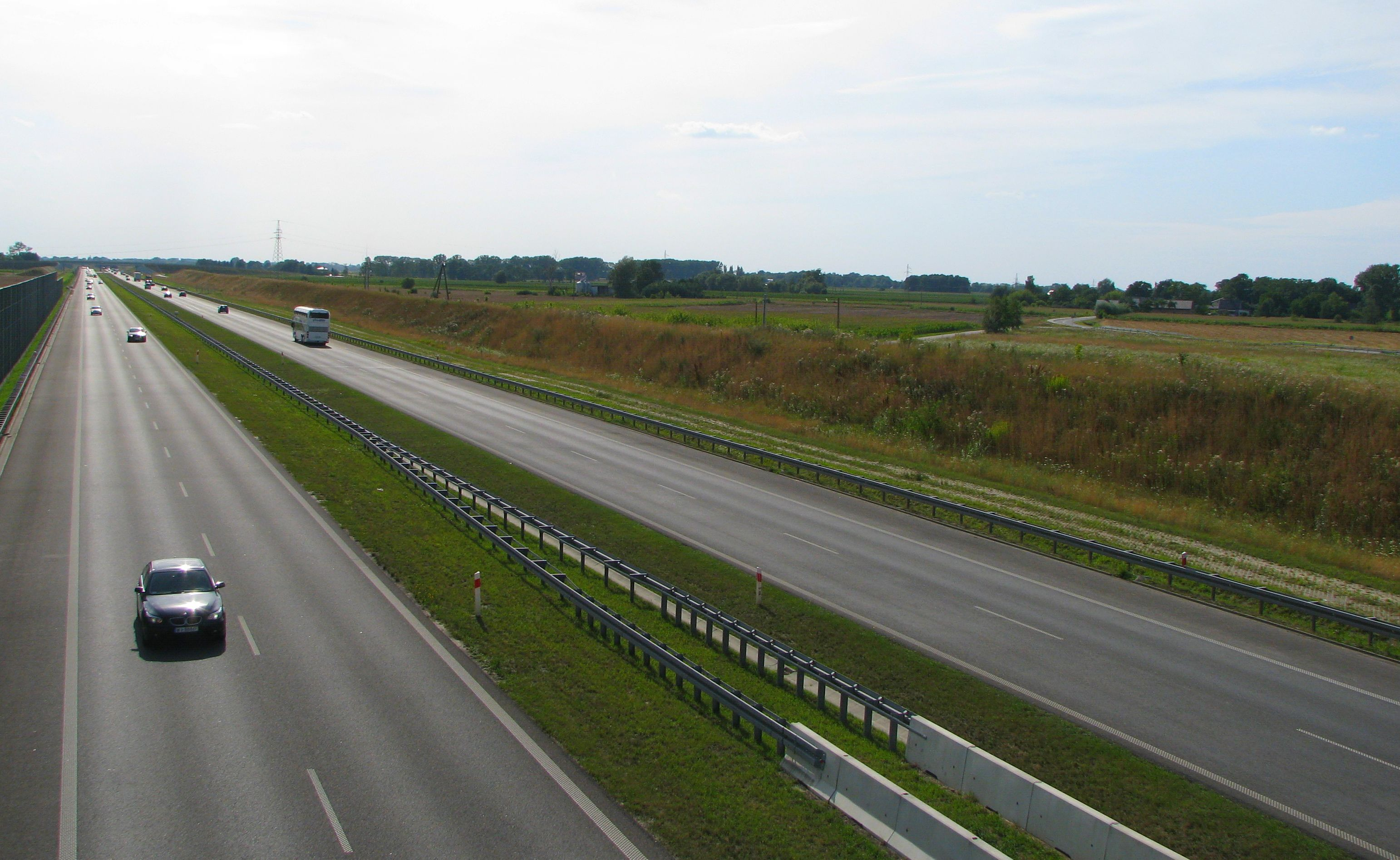
Autostrada A2 w Zabłotni

Do głównych dróg w Grodzisku należą DW 579 łącząca Radziejowice z Kazuniem Polskim przez Grodzisk Mazowiecki, Błonie oraz Leszno i DW 719 łącząca Warszawę z Puszczą Mariańską przez Pruszków, Milanówek, Grodzisk Mazowiecki i Żyrardów. Około trzech kilometrów od północnej granicy miasta znajduje się węzeł Grodzisk Mazowiecki na autostradzie A2, a około sześciu kilometrów na południe od miasta przebiega droga E67.

### Ważniejsze ulice
- Radońska (Grodzisk Maz. – Szczęsne – Radonie)
- Nadarzyńska (DP 1503, Grodzisk Maz. – Opypy – Książenice – Siestrzeń, E67)
- Bałtycka (DP 1507, Grodzisk Maz. – Kraśnicza Wola – Izdebno Kościelne – Cegłów)
- Józefa Montwiłła (DP 1505, Grodzisk Maz. – Adamowizna – Józefina – Żabia Wola)
- 3-go Maja (DP 1526, Grodzisk Maz. – Milanówek)

.

### Ronda, place i deptaki
Na terenie Grodziska Mazowieckiego znajduje się 10 rond. W centrum miasta znajdują się place: Plac Wolności, Plac Króla Zygmunta Starego oraz Plac Jana Pawła II. Jedynym deptakiem w mieście jest ulica 11 Listopada.
| Ulice                                  | Patron                     | Współrzędne               |
| -------------------------------------- | -------------------------- | ------------------------- |
| 3-go Maja, Elizy Orzeszkowej           | Ryszard Kossobudzki        | 52°06'43.5"N 20°38'11.3"E |
| 3-go Maja, Leonida Teligi              | -                          | 52°06'52.2"N 20°38'41.6"E |
| Królewska, Okrężna, Cegielniana        | Janusz Krupski             | 52°06'41.5"N 20°39'08.1"E |
| Elizy Orzeszkowej, Armii Krajowej      | -                          | 52°06'36.8"N 20°38'18.0"E |
| Armii Krajowej, Agnieszki Osieckiej    | -                          | 52°06'39.8"N 20°38'26.9"E |
| Okrężna, Sienna                        | Kolejarze EKD żołnierze AK | 52°06'36.8"N 20°39'16.1"E |
| Okrężna, Braci Okuniów                 | -                          | 52°06'27.4"N 20°39'21.1"E |
| Warszawska, Wioślarska, Robotnicza     | -                          | 52°05'56.4"N 20°38'32.1"E |
| Emilii Plater, Radońska, Żwirowa       | Wacława Ada Obłękowska     | 52°05'48.1"N 20°38'02.6"E |
| Józefa Montwiłła, Stefana Wyszyńskiego | -                          | 52°05'38.7"N 20°37'27.3"E |

### Wiadukty i tunele
31 grudnia 2013 roku, do użytku oddany został nowy wiadukt drogowy na drodze wojewódzkiej nr 579, przebiegający nad torami kolejowymi. W 2015 otwarto tunel pod torami kolejowymi na ulicy Bałtyckiej.

### Komunikacja miejska

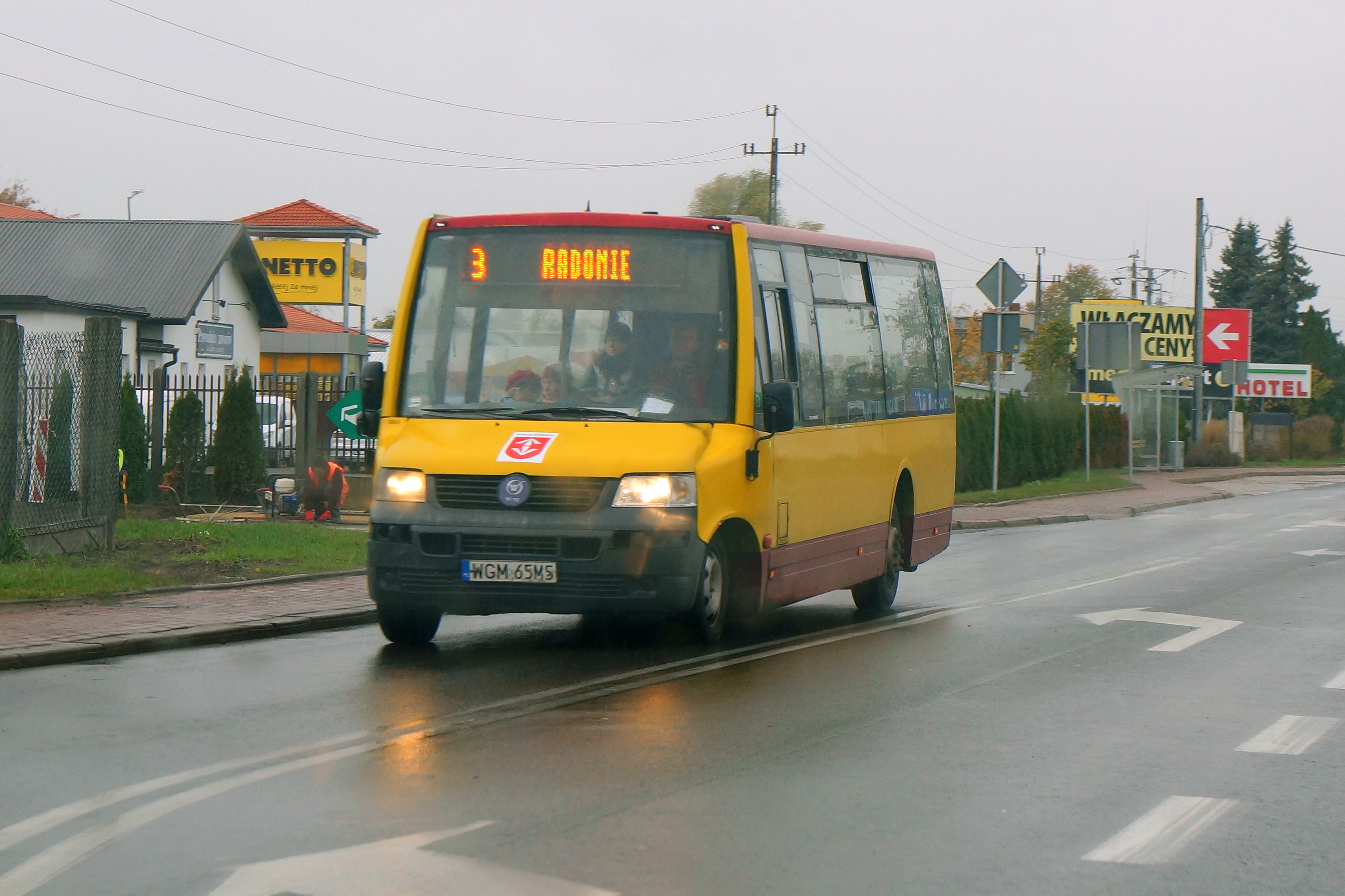
Autobus na ulicy Jana Matejki

W Grodzisku Mazowieckim funkcjonuje sieć linii autobusowych wchodząca w skład Związku powiatowo-gminnego „Grodziskie Przewozy Autobusowe”. Operatorami połączeń są: PKS Grodzisk Mazowiecki, SEBUS oraz PKS Tarnobrzeg. Autobusy z Grodziska Mazowieckiego kursują głównie do sąsiednich miejscowości takich jak Czarny Las, Radonie czy Izdebno Kościelne, jak i do miejscowości położonych dalej czyli np. Błonia, Bożej Woli czy Żabiej Woli.

### Obwodnica

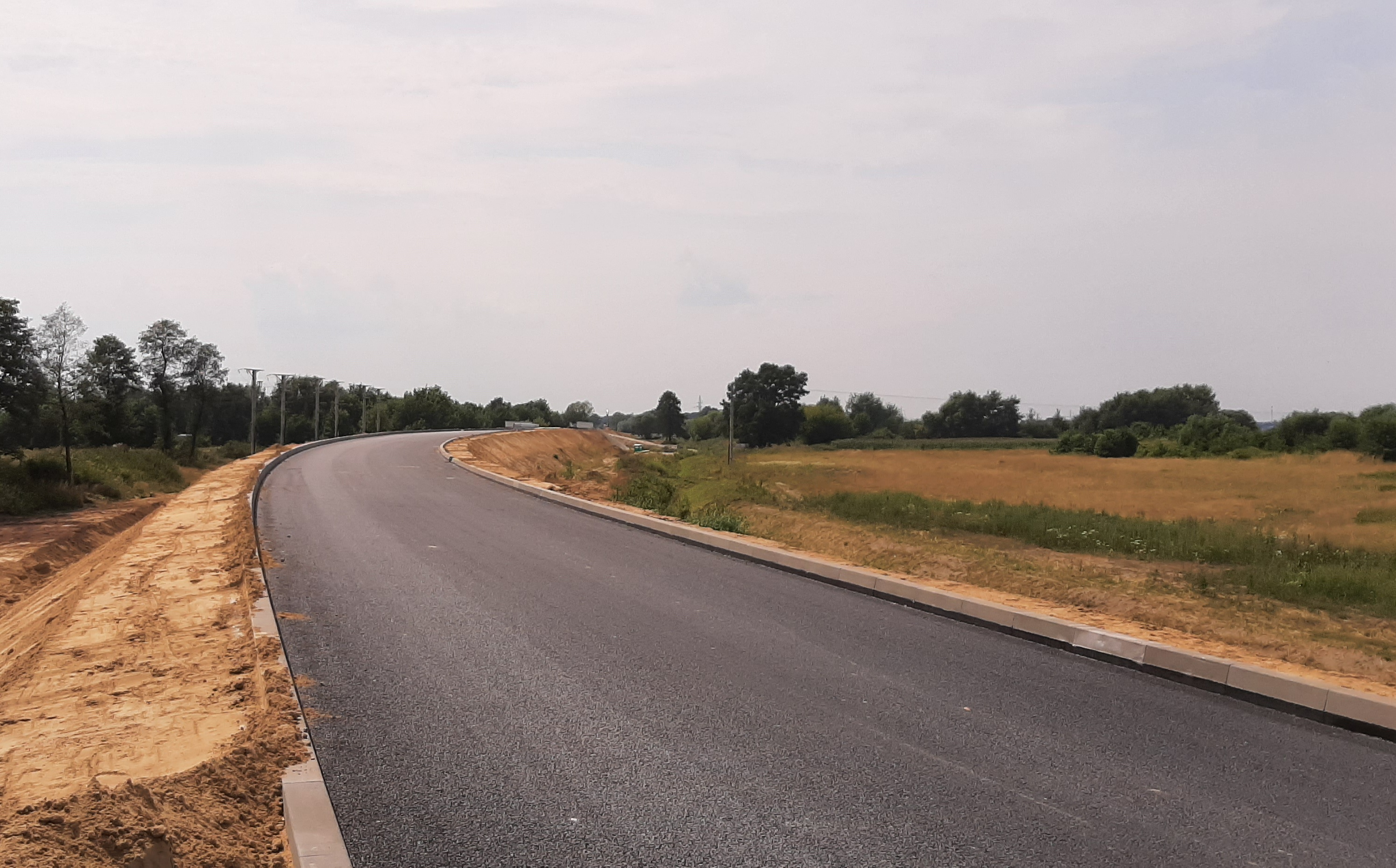
Obwodnica w trakcie budowy (lipiec 2022)

W 2020 roku rozpoczęła się budowa zachodniej obwodnicy miasta, która planowana była od dłuższego czasu. Obwodnica ma wchodzić w ciąg DW 579, liczyć siedem kilometrów długości i rozpoczynać się w pobliżu węzła na autostradzie A2, a kończyć w Kałęczynie. Budowa obwodnicy ma na celu przekierowanie samochodów ciężarowych poza centrum miasta, a jej otwarcie ma nastąpić w 2022.

## Transport kolejowy

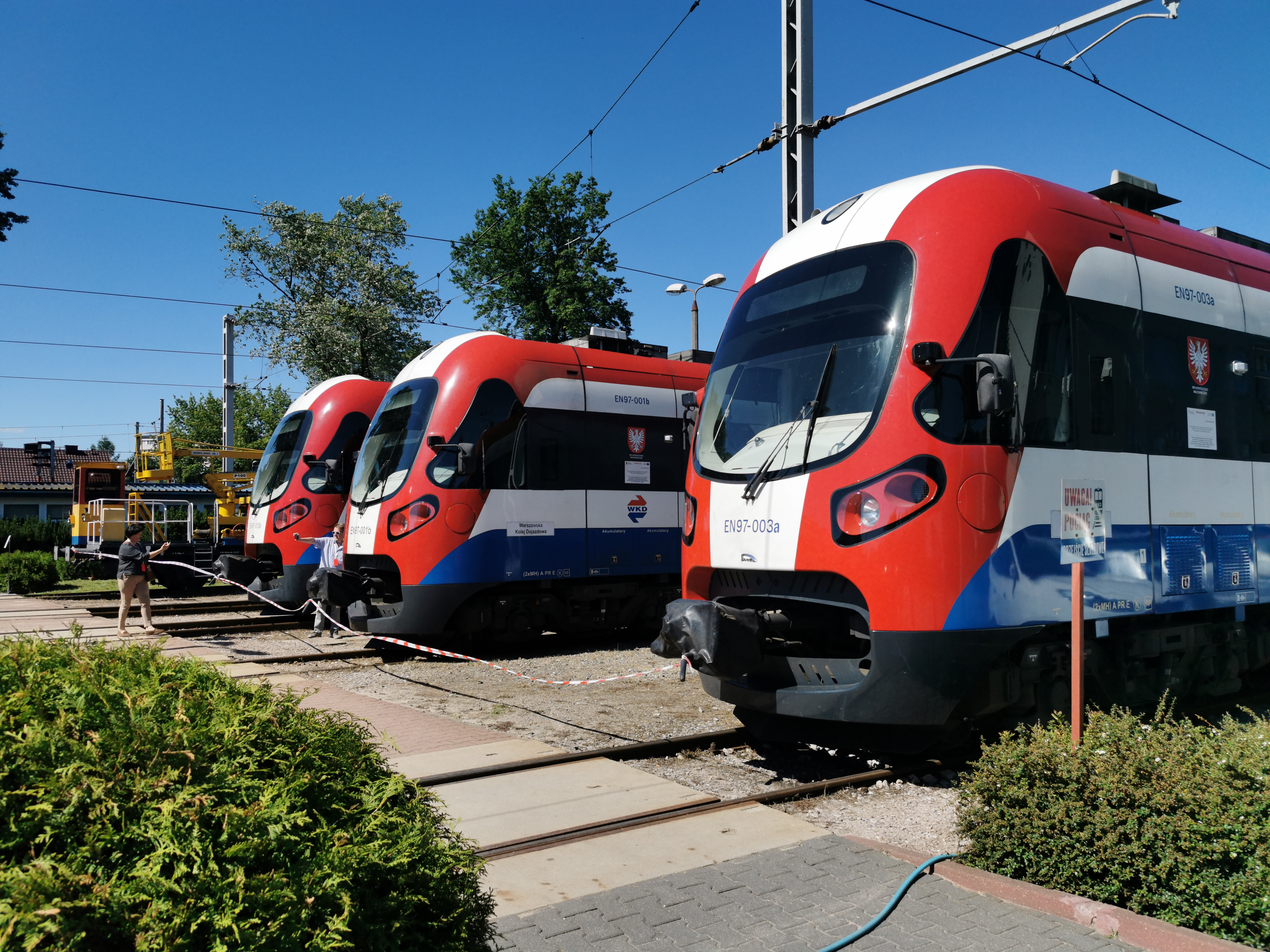
Plac postojowy WKD

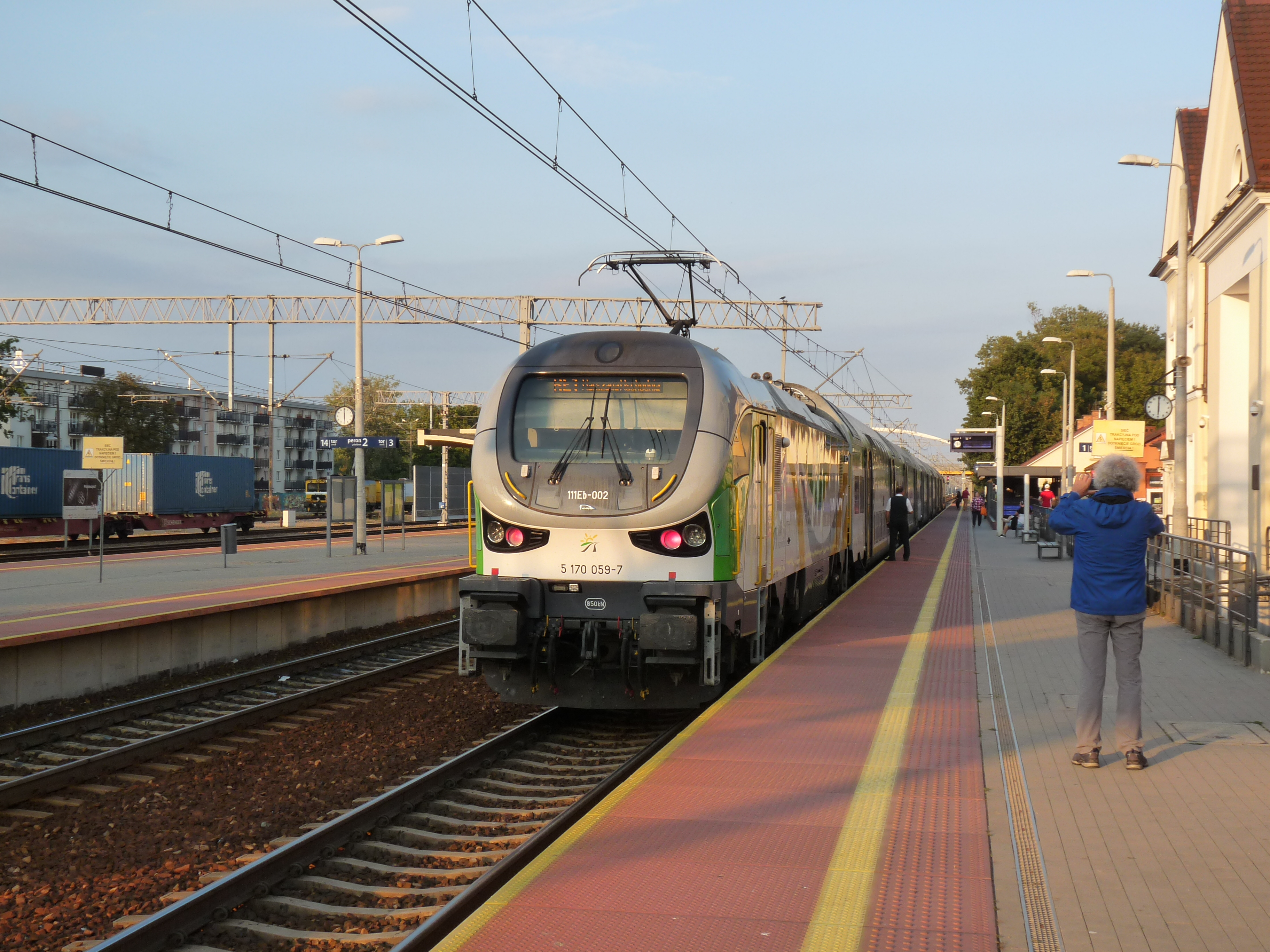
Pociąg Kolei Mazowieckich na grodziskiej stacji

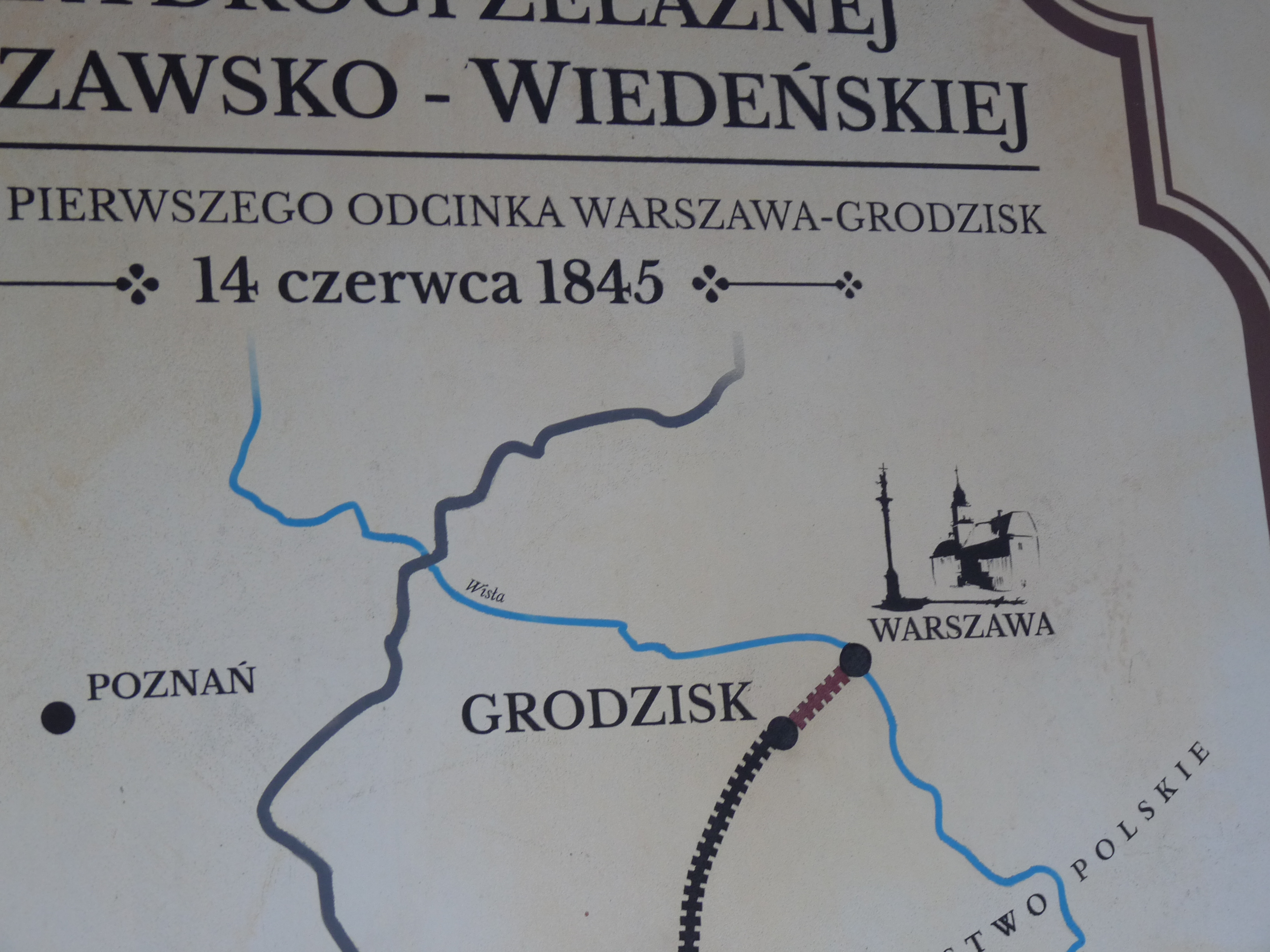
Położenie Grodziska na mapie Kolei Warszawsko-Wiedeńskiej

Transport kolejowy w Grodzisku Mazowieckim odgrywa znaczącą rolę w transporcie osób. Miasto znajduje się przy linii Kolei Warszawsko-Wiedeńskiej, która dotarła tutaj z Warszawy w 1845 roku. 
Główna stacja kolejowa w Grodzisku Mazowieckim obsługuje połączenia regionalne przewoźnika Koleje Mazowieckie (Warszawa Wschodnia – Grodzisk Mazowiecki – Żyrardów – Skierniewice), jak i dalekobieżne pociągi Interregio do Łodzi i Poznania oraz pociągi PKP Intercity, którymi też dotrzeć można do Łodzi, Wrocławia, Krakowa, Olsztyna, Zakopanego a nawet Pragi. W planach jest też wydłużenie linii S1 (Otwock – Pruszków) Szybkiej Kolei Miejskiej z Pruszkowa do Grodziska. Planowane jest też zwiększenie liczby połączeń dalekobieżnych.
W południowej części miasta znajduje się linia Warszawskiej Kolei Dojazdowej, która kursuje ze stacji Warszawa Śródmieście WKD do stacji Grodzisk Mazowiecki Radońska przez m.in. Pruszków oraz Podkowę Leśną, w Grodzisku zatrzymuje się na trzech przystankach i kończy bieg na stacji przy ulicy Radońskiej. Została uruchomiona w 1927 (pierwotnie jako EKD), a w latach 1932-1966 dojeżdżała do samego centrum Grodziska Mazowieckiego.

### Linie kolejowe
Linie kolejowe na terenie Grodziska Mazowieckiego:
- Linia kolejowa nr 1 (Warszawa Zachodnia – Katowice)
- Linia kolejowa nr 4 (Grodzisk Mazowiecki – Zawiercie)
- Linia kolejowa nr 447 (Warszawa Zachodnia – Grodzisk Mazowiecki)

- Linia kolejowa nr 47 (Warszawa Śródmieście WKD  – Grodzisk Mazowiecki Radońska)

### Stacje i przystanki kolejowe
Na terenie miasta znajdują się 2 stacje kolejowe (Grodzisk Mazowiecki i Grodzisk Mazowiecki Radońska) oraz 3 przystanki kolejowe (Grodzisk Mazowiecki Jordanowice, Grodzisk Mazowiecki Piaskowa, Grodzisk Mazowiecki Okrężna), które są obsługiwane przez WKD.

#### Obecne
| Nazwa                           | Zdjęcie | Liczba peronów | Kasy | Właściciel | Źr.    |
| ------------------------------- | ------- | -------------- | ---- | ---------- | ------ |
| Grodzisk Mazowiecki             |         | 2              | T    | PKP PLK    | [ 17 ] |
| Grodzisk Mazowiecki Radońska    |         | 2              | T    | WKD        | [ 18 ] |
| Grodzisk Mazowiecki Jordanowice |         | 2              | N    | WKD        | [ 19 ] |
| Grodzisk Mazowiecki Piaskowa    |         | 2              | N    | WKD        | [ 20 ] |
| Grodzisk Mazowiecki Okrężna     |         | 2              | N    | WKD        | [ 21 ] |

#### Dawne

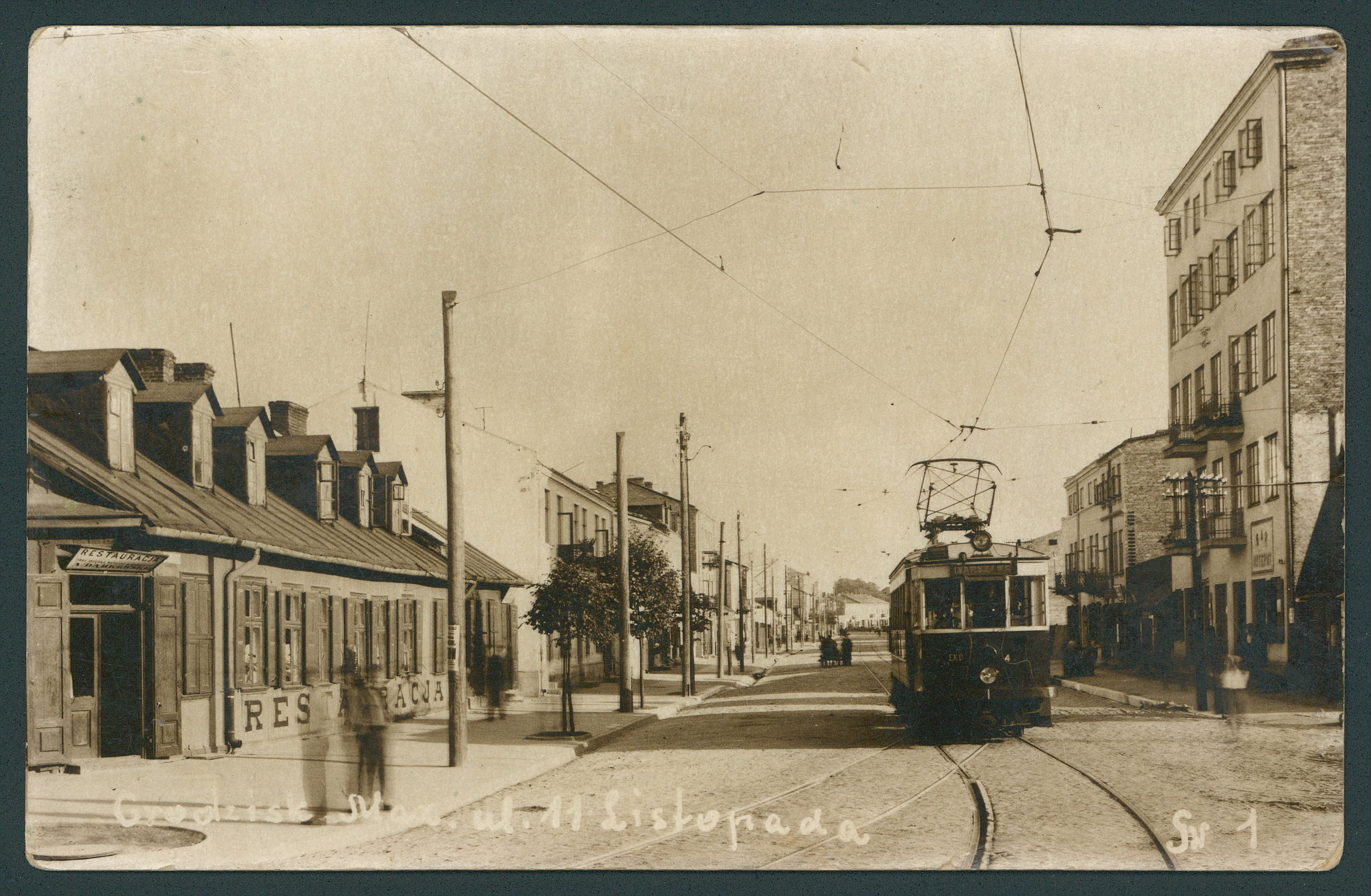
Kolejka EKD na nieistniejącym odcinku łączącym stację Grodzisk Mazowiecki EKD ze stacją Grodzisk Mazowiecki Radońska (1937)

| Nazwa                                         | Lata funkcjonowania | Właściciel | Źr.           |
| --------------------------------------------- | ------------------- | ---------- | ------------- |
| Grodzisk Mazowiecki EKD                       | 1932-1966           | EKD        | [ 16 ] [ 22 ] |
| Grodzisk Mazowiecki 11 listopada              | 1932-1966           | EKD        | [ 23 ]        |
| Grodzisk Mazowiecki Plac Wolności (lub Rynek) | 1932-1966           | EKD        | [ 24 ]        |
| Grodzisk Mazowiecki Radońska/Sienkiewicza     | 1932-1966           | EKD        | [ 25 ]        |

## Transport lotniczy

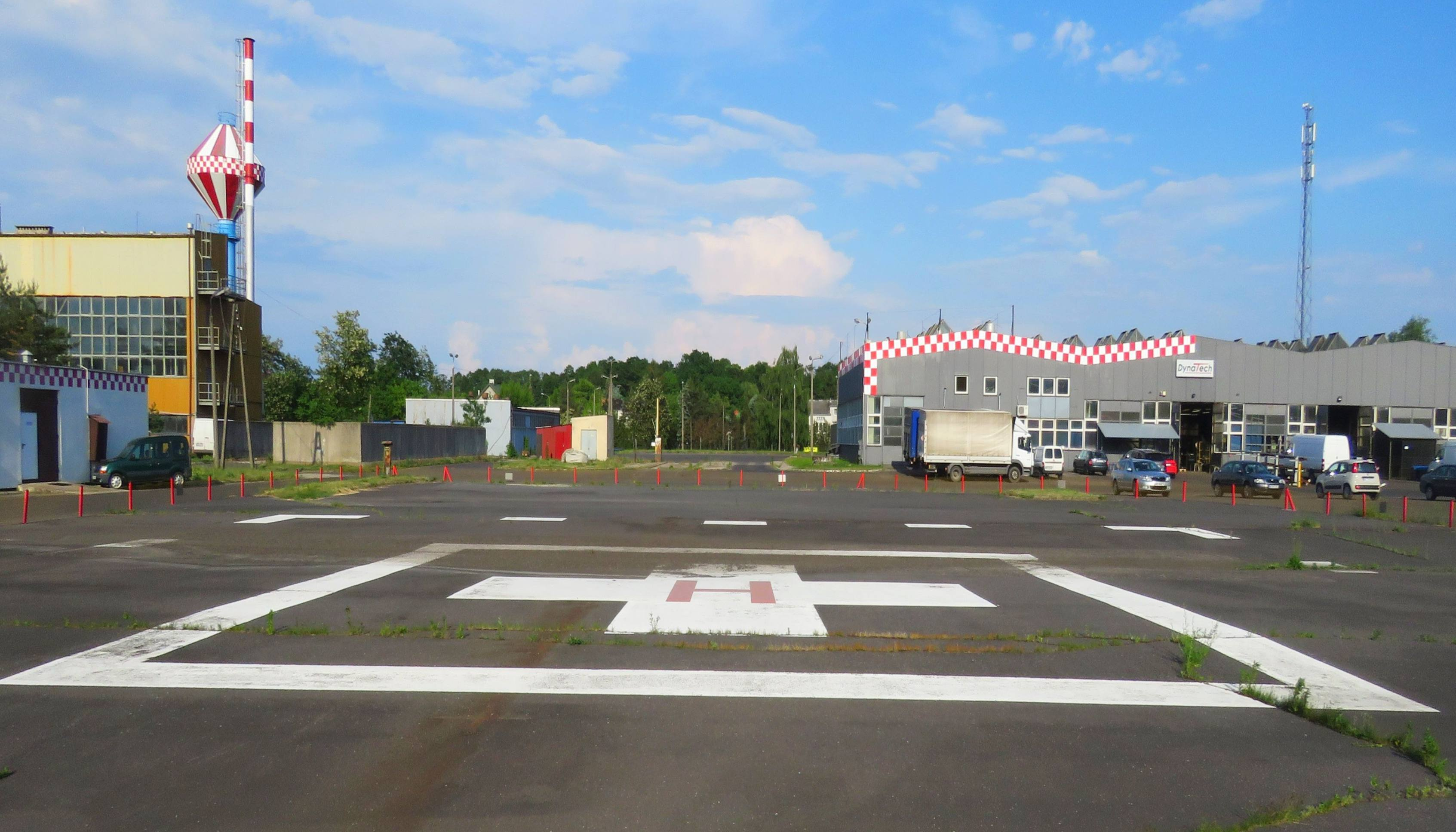
Lądowisko Grodzisk Mazowiecki-Szpital Zachodni

W zachodniej części miasta znajduje się lądowisko sanitarne Grodzisk Mazowiecki-Szpital Zachodni, które zostało otwarte w 2014 roku. Przeznaczone jest do wykonywania startów i lądowań śmigłowców sanitarnych i ratowniczych w dzień i w nocy o dopuszczalnej masie startowej do 5700 kg. W planach jest też budowa nowego lądowiska dla szpitala.
W Baranowie, na północny zachód od Grodziska Mazowieckiego planowana jest budowa Centralnego Portu Komunikacyjnego (CPK), którego budowa ma zakończyć się w 2027 roku.

## Transport rowerowy

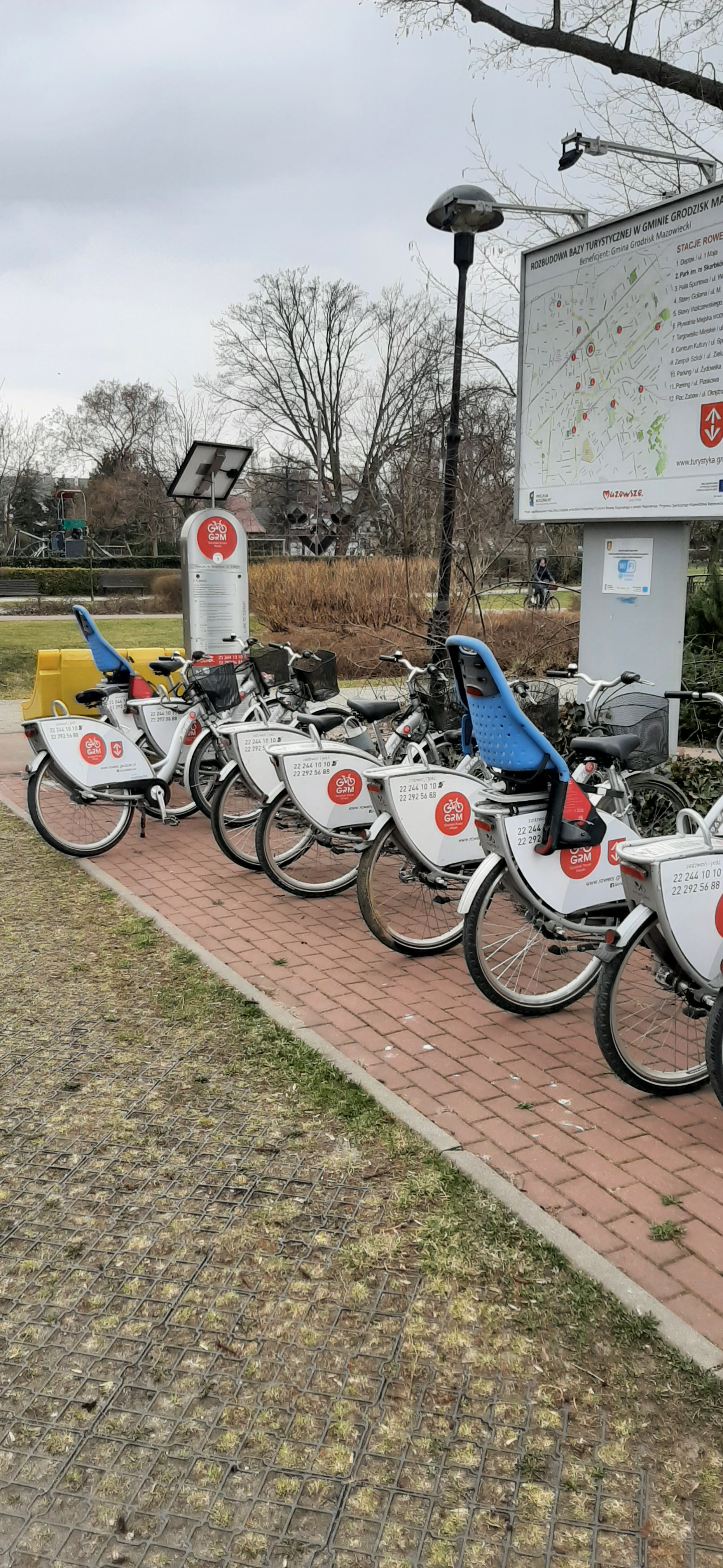
Grodziski Rower Miejski

W Grodzisku Mazowieckim istnieje duża ilość ścieżek rowerowych, a ich sieć jest dynamicznie rozwijana, poprzez budowę nowych ścieżek oraz elementów infrastruktury takich jak stacje naprawcze czy parkingi dla rowerów. Ścieżki rowerowe łączą Grodzisk Mazowiecki z Milanówkiem, Brwinowem, Podkową Leśną czy Adamowizną. Planowana jest też budowa ścieżki rowerowej wzdłuż drogi wojewódzkiej nr 719 do Żyrardowa.

### Grodziski Rower Miejski
Grodziski Rower Miejski to bezobsługowy publiczny system wypożyczania rowerów, który funkcjonuje na terenie Grodziska Mazowieckiego od października 2014 roku. System składa się z 12 stacji na terenie miasta oraz 92 pojazdów. Operatorem systemu jest Nextbike.